# Antigonea
Antigonea (in greco antico: Ἀντιγόνεια?) è stata una città dell'Albania nella regione della Caonia e sulle rive del fiume Aoos.

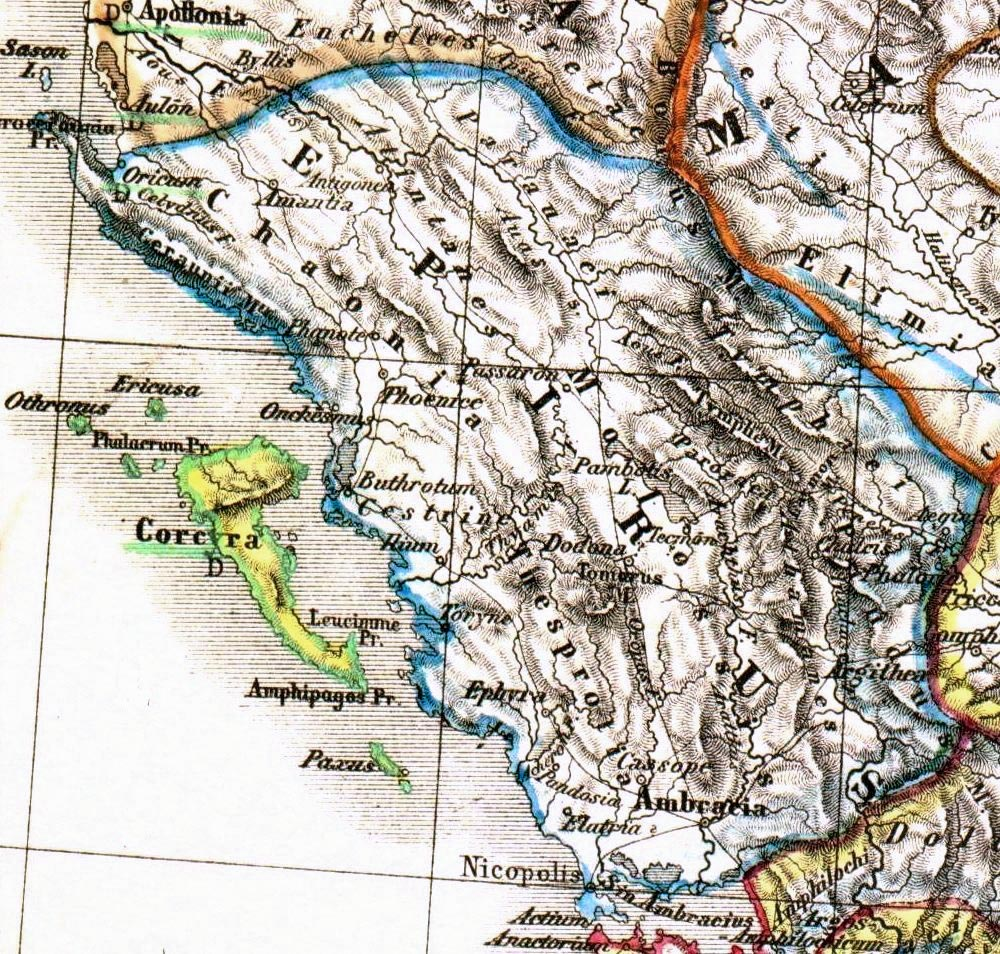
Mappa dell'antico Epiro di Heinrich Kiepert, 1902.

La città fu fondata dai Molossi, nel territorio della Caonia, in onore di Antigone, moglie del re d'Epiro Pirro e figlia dell'egiziana Berenice I.
Durante la guerra contro Perseo, i Romani sottometteranno la cittadella.

## Scavi
Gli scavi hanno rivelato alcune torri e alcune porte d'entrata di finissima arte. Sono stati ritrovati anche altri edifici di carattere pubblico, e alcune monete in bronzo e rame risalenti all'epoca ellenistica.

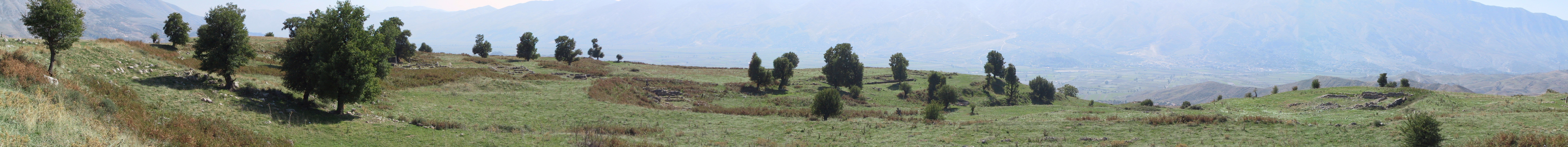
Il sito di Antigonea